# Augustin Hajdušek
Augustin Hajdušek, též Augustin Haidusek (19. září 1845, Mniší – 28. září 1929, La Grange, Texas) byl česko-americký emigrant, soudce, politik a novinář. Stal se prvním Čechem, který v USA vystudoval práva.

## Životopis
Augustin Hajdušek se narodil 19. září 1845 v Mniší u Frenštátu pod Radhoštěm. Roku 1856 emigroval se svou rodinou do Spojených států amerických, kde se usídlili v Texasu. V USA se nejprve učil doma a poté získal i anglického učitele. Školu však roku 1863 opustil a narukoval do armády Konfederace. Během americké občanské války krátce bojoval na straně Konfederace. Po válce se vrátil do okresu Fayette, kde pracoval na farmě a dál se vzdělával. Roku 1869 byl přijat ke studiím práv. Studium úspěšně dokončil a stal se prvním Čechem, který v Americe vystudoval práva.
Stal se velmi vlivným občanem okresu Fayette a jedním z nejvýznamnějších Čechů v této oblasti. Roku 1874 byl zvolen do předsednictva Demokratické strany v okresu Fayette. Aktivním členem Demokratické strany zůstal po celý život a měl takový vliv, že někteří demokratičtí politici jej žádali o veřejnou podporu. Následující rok byl zvolen starostou města La Grange a znovuzvolen byl i roku 1877. Během jeho starostování zaznamenalo La Grange velký rozkvět, byly stavěny nové mosty a dopravní infrastruktura byla rozšiřována.
Roku 1880 se stal členem okresního soudu (okresy Lee a Fayette). Byl znám jako tvrdě pracující a spravedlivý člověk, který se přel za práva českých imigrantů. Okresním soudcem (za Fayette) byl zvolen roku 1884 (a znovuzvolen 1888). Roku 1885 založil český časopis Svoboda, který editoval až do dvacátých let 20. století. Roku 1896 byl jmenován prezidentem První národní banky v La Grange.
Augustin Hajdušek zemřel 28. srpna 1929 v La Grange.
Někdy je nesprávně uváděn jako Antonín Hajdušek nebo Hajdoušek.